# 凯·弗思
凯·弗思（英語：Kaye Firth，？—），新西兰女子游泳、田径运动员。她曾代表新西兰参加1980年夏季残疾人奥林匹克运动会，获得田径女子五项全能B级金牌、田径女子铁饼B级第五名、游泳女子100米自由泳B级第六名。